# Guslar, Dobrici
Guslar (în bulgară Гуслар, în română Câdârâșic) este un sat în comuna Tervel, regiunea Dobrici, Dobrogea de Sud, Bulgaria. 
Între anii 1913-1940 a făcut parte din plasa Curtbunar a județului Durostor, România.

## Demografie
Componența etnică a satului Guslar
     Turci (35%)
     Bulgari (15%)
     Nicio identificare (50%)
     Altele (0%)
La recensământul din 2011, populația satului Guslar era de 20 locuitori. Nu există o etnie majoritară, locuitorii fiind turci (35,0%) și bulgari (15,0%). Pentru 50,0% din locuitori nu este cunoscută apartenența etnică.